# Pseudohemiceras phoenicias
Pseudohemiceras phoenicias là một loài bướm đêm trong họ Noctuidae.